# Szczelinowiec dwupasy
Szczelinowiec dwupasy (Telmatochromis bifrenatus) – słodkowodna ryba z rodziny pielęgnicowatych (Cichlidae). Hodowana w akwariach. 
Występowanie: litoral żwirowaty, piaszczysty i skalny Jeziora Tanganika w Afryce, na głębokości 5–10 m.

## Opis
Ciało lekko bocznie spłaszczone, wydłużone, walcowate, kremowe. Dwa poziome, czarne pasy. Czarne krawędzie płetwy grzbietowej i odbytowej. Osiąga długość do 7 cm. 
Dobierają się w pary (gatunek monogamiczny). Za swoją kryjówkę i miejsce rozrodu obierają groty, szczeliny skalne lub puste muszle ślimaków. Opieką nad ikrą i narybkiem zajmują się obydwoje rodzice.
Dymorfizm płciowy słabo zaznaczony.
| Zalecane warunki w akwarium | Zalecane warunki w akwarium |
| --------------------------- | --------------------------- |
| Zbiornik                    | minimum 60 cm               |
| Temperatura wody            | 25–28 °C                    |
| Twardość wody               | twarda 8–25°n               |
| Skala pH                    | 7,5–8,5                     |
| Pokarm                      | żywy, mrożony lub suchy     |